# Theodor A. Wohlfahrt
Theodor Albrecht Friedrich Wohlfahrt (* 19. September 1907 in Ludwigshafen am Rhein; † 7. Februar 2006 in Würzburg) war ein deutscher Zoologe und bedeutender Lepidopterologe (Schmetterlingskundler).

## Berufliche Laufbahn
Während seines Studiums wurde Theodor A. Wohlfahrt 1926 Mitglied der Leipziger Universitäts-Sängerschaft zu St. Pauli. Er wurde 1932 an der Universität München unter Karl von Frisch mit „summa cum laude“ promoviert. Er erhielt für seine Doktorarbeit Anatomische Untersuchungen über das Labyrinth der Elritze den Fakultätspreis. 1937 habilitierte er sich in München mit Arbeiten über die Seitenkanäle von Fischen. Sein Gesuch nach einer Lehrtätigkeit in München wurde aufgrund seiner liberalen Haltung abgelehnt. Das Berliner Reichsministerium wies ihn der Universität Würzburg zu, wo er ab 1942 am Zoologischen Institut (damals am Röntgenring 10) als wissenschaftlicher Assistent und Privatdozent und bis 1972 als Professor für Zoologie und vergleichende Anatomie tätig war.
Bei seiner wissenschaftlichen Arbeit nach Ende des Zweiten Weltkrieges beschäftigte er sich stark mit Schmetterlingen und da besonders mit dem Segelfalter (Iphiclides podalirius). Der Falter war damals noch häufig an den Trockenhängen um Würzburg und er führte Studien zur intraspezifischen Variabilität und Diapausesteuerung durch. Dazu züchtete er die Falter in großer Zahl unter definierten Umweltbedingungen.
Seine Schmetterlingssammlung ist größtenteils in der Zoologischen Staatssammlung in München untergebracht, einige Kästen mit einheimischen Faltern verblieben in der Lehrsammlung des Biozentrums in Würzburg.

## Publikationen
Das fünfbändige Standardwerk Die Schmetterlinge Mitteleuropas (1954–1981), zu dem Walter Forster die Texte verfasste, illustrierte Theodor A. Wohlfahrt mit Zeichnungen und Aquarellen.
- Anatomische Untersuchungen über das Labyrinth der Elritze (Phoxinus laevis L.), 1932
- Das Ohrlabyrinth der Sardine (Clupea pilchardus Walb.) und seine Beziehungen zur Schwimmblase und Seitenlinie, 1936
- Anatomische Untersuchungen über die Seitenkanäle der Sardine (Clupea Pilchardus Walb.), 1937
- Untersuchungen über das Tonunterscheidungsvermögen der Elritze (Phoxinus laevis Agass), 1939
- Versuche zur absoluten Unterscheidung von Zweiklängen mit gleichem Frequenzverhältnis durch Elritzen (Phoxinus laevis Agass), 1957[4][5]

## Belege
- Dieter Mahsberg: Nachruf auf Theodor A. Wohlfahrt; 19.9.1907 – 7.2.2006. In: Rudolf Alexander Steinbrecht (Hrsg.): Zoologie 2008. Mitteilungen der Deutschen Zoologischen Gesellschaft. Verlag Natur & Text in Brandenburg, Rangsdorf 2008, ISBN  978-3-925347-72-6, S. 39–42. Auf DZG-eV.de (PDF; 6,4 MB), abgerufen am 11. November 2022.